# سام اوستین
سام اوستین (انگلیسی: Sam O'Steen؛ ۶ نوامبر ۱۹۲۳ – ۱۱ اکتبر ۲۰۰۰) یک تدوین‌گر اهل ایالات متحده آمریکا بود.
وی برنده جایزه بفتا بهترین تدوین در سال ۱۹۶۷ برای فیلم فارغ‌التحصیل شده است.

## فیلم‌شناسی
- چه کسی از ویرجینیا وولف می‌ترسد؟ (۱۹۶۶)
- هتل (۱۹۶۷)
- لوک خوش‌دست (۱۹۶۷)
- فارغ‌التحصیل (۱۹۶۷)
- بچه رزماری (۱۹۶۸)
- کچ-۲۲ (۱۹۷۰)
- محله چینی‌ها (۱۹۷۴)
- زمان درستکاری (۱۹۷۸)
- توفند (۱۹۷۹)
- سیلکوود (۱۹۸۳)
- دل‌سوختگی (۱۹۸۶)
- نادین (فیلم ۱۹۸۷) (۱۹۸۷)
- دیوانه‌وار (۱۹۸۸)
- دختر شاغل (۱۹۸۸)
- کارت‌پستال‌هایی از لبه پرتگاه (۱۹۹۰)
- در مورد هنری (۱۹۹۱)
- بزرگسالان راضی (۱۹۹۲)
- گرگ (۱۹۹۴)